# Dennis White
Dennis White (* 10. November 1948 in Hartlepool; † 19. Juni 2019 in Stockton-on-Tees) war ein englischer Fußballspieler.

## Karriere
White war 1967 Nachwuchsspieler bei Hartlepools United und machte in der Reservemannschaft in der Wearside League auf sich aufmerksam, so dass auch die höherklassigen Klubs AFC Sunderland und FC Middlesbrough Interesse bekundeten. Nachdem er erstmals am 13. Oktober 1967 bei einem 1:1 im Heimspiel in der Football League Fourth Division gegen Lincoln City in der ersten Mannschaft aufgelaufen war, unterzeichnete er bei Hartlepools Ende Oktober 1967 einen Teilzeitprofivertrag, der es ihm erlaubte, seine Ausbildung zum Schweißer abzuschließen. Trainer Gus McLean stattete neben White auch seine jugendlichen Mitspieler Eric Tunstall und Peter Blowman mit Verträgen aus.
Die Saison 1967/68 beschloss Hartlepools erstmals in der Vereinsgeschichte auf einem Aufstiegsplatz – White war hierbei im Dezember nochmals zu einem Einsatz gekommen – und stieg in die Third Division auf. Im Verlauf seiner Karriere blieb White allerdings ein Drittligaeinsatz verwehrt, er kam für den nach dem Aufstieg in AFC Hartlepool umbenannten Klub erst in der Spielzeit 1969/70 wieder in der ersten Mannschaft zum Einsatz, die Mannschaft war am Ende der Drittligasaison 1968/69 direkt wieder in die Viertklassigkeit abgestiegen. Auch in der vierten Liga platzierte sich die Mannschaft die folgenden zwei Jahre am Tabellenende und musste sich zwei Mal in Folge als Tabellenvorletzter zur Wiederwahl um den Ligaverbleib stellen. 
White gehörte in den folgenden Jahren sowohl unter Angus als auch unter dessen Nachfolgern John Simpson und Len Ashurst zum erweiterten Spielerkader, einen Platz im Team hatte der Verteidiger nur selten länger als einen Monat inne. Bis zu seinem letzten Einsatz im April 1973 bestritt White neben 58 Ligapartien auch insgesamt fünf Spiele im FA Cup und League Cup. Am Ende der Saison 1972/73 erhielt er, nach nur drei Saisoneinsätzen, keinen neuen Vertrag mehr. Nach Spielerstationen im nordostenglischen Amateurfußball beim FC South Shields und dem FC Bishop Auckland war er noch jahrelang für das Reserveteam von Hartlepool sowohl als Spieler als auch in organisatorischer Hinsicht aktiv, als Spieler lief er mindestens bis 1979 auf.
Nach seiner Fußballerlaufbahn war er in der Versicherungsbranche tätig. White verstarb 70-jährig im Juni 2019 und hinterließ seine Ehefrau und zwei Töchter.